# Trò lừa bịp Chiết Mao
Từ năm 2012 đến 2022, Chiết Mao (tiếng Trung: 折毛; bính âm: Zhémáo), một biên tập viên của Wikipedia tiếng Trung, đã tạo ra hơn 200 bài viết được liên kết với nhau về các khía cạnh bịa đặt của lịch sử Nga thời Trung Cổ và được coi là một trong những trò lừa bịp lớn nhất trên Wikipedia. Kết hợp giữa yếu tố nghiên cứu với giả tưởng, những bài viết này được hư cấu dựa trên các thực thể có thật bởi Chiết Mao đã sử dụng công cụ dịch tự động để hiểu nguồn tiếng Nga và tự nghĩ thêm chi tiết lấp đầy khoảng trống trong bản dịch. Cô bắt đầu hành vi này từ năm 2010 về các chủ đề lịch sử Trung Quốc, nhưng đã chuyển sang lịch sử Nga vào năm 2012, chủ yếu tập trung vào chủ đề chính trị ở các quốc gia Slav thời Trung Cổ nói riêng. Nhiều bài viết lừa bịp cũng được tạo ra sau đó để chắp nối chi tiết trong những điều bịa đặt ban đầu của cô. Chiết Mao đã trốn tránh sự phát hiện trong hơn một thập kỷ bằng cách lấy được lòng tin cộng đồng khi giả mạo bản thân là một học giả lịch sử Nga, sử dụng tài khoản rối để tạo đồng thuận ảo và lợi dụng thiện chí của cộng đồng rằng các nguồn không rõ ràng của cô phù hợp với nội dung bài viết.
Vào tháng 6 năm 2022, một tiểu thuyết gia người Trung Quốc đã làm sáng tỏ sự lừa bịp của các bài viết này trong một bài đăng trực tuyến, cho biết ban đầu bị thu hút bởi câu chuyện về mỏ bạc Kashin trước khi phát hiện rằng nguồn gốc của nó không thể xác minh. Chiết Mao đã đăng tải lời xin lỗi cùng tháng, thú nhận cô không có bằng cấp giáo dục bậc cao và không thông thạo tiếng Anh hoặc tiếng Nga. Cô cũng cho biết việc sử dụng tài khoản rối là do sự cô đơn và thiếu những mối quan hệ xã hội ngoài đời thực. Các biên tập viên tình nguyện đã cấm tài khoản của Chiết Mao và nhanh chóng xóa sổ bài viết lừa bịp của cô, mặc dù việc dọn dẹp vẫn được tiếp tục một tháng sau đó. Vụ việc đã làm dấy lên nghi ngờ về độ tin cậy của Wikipedia; các ấn phẩm truyền thông trực tuyến sau đó gọi cô là "Borges phiên bản Trung Quốc" và bày tỏ sự quan tâm đến việc đọc các bài viết của cô như một tác phẩm hư cấu độc lập.

## Trò lừa bịp

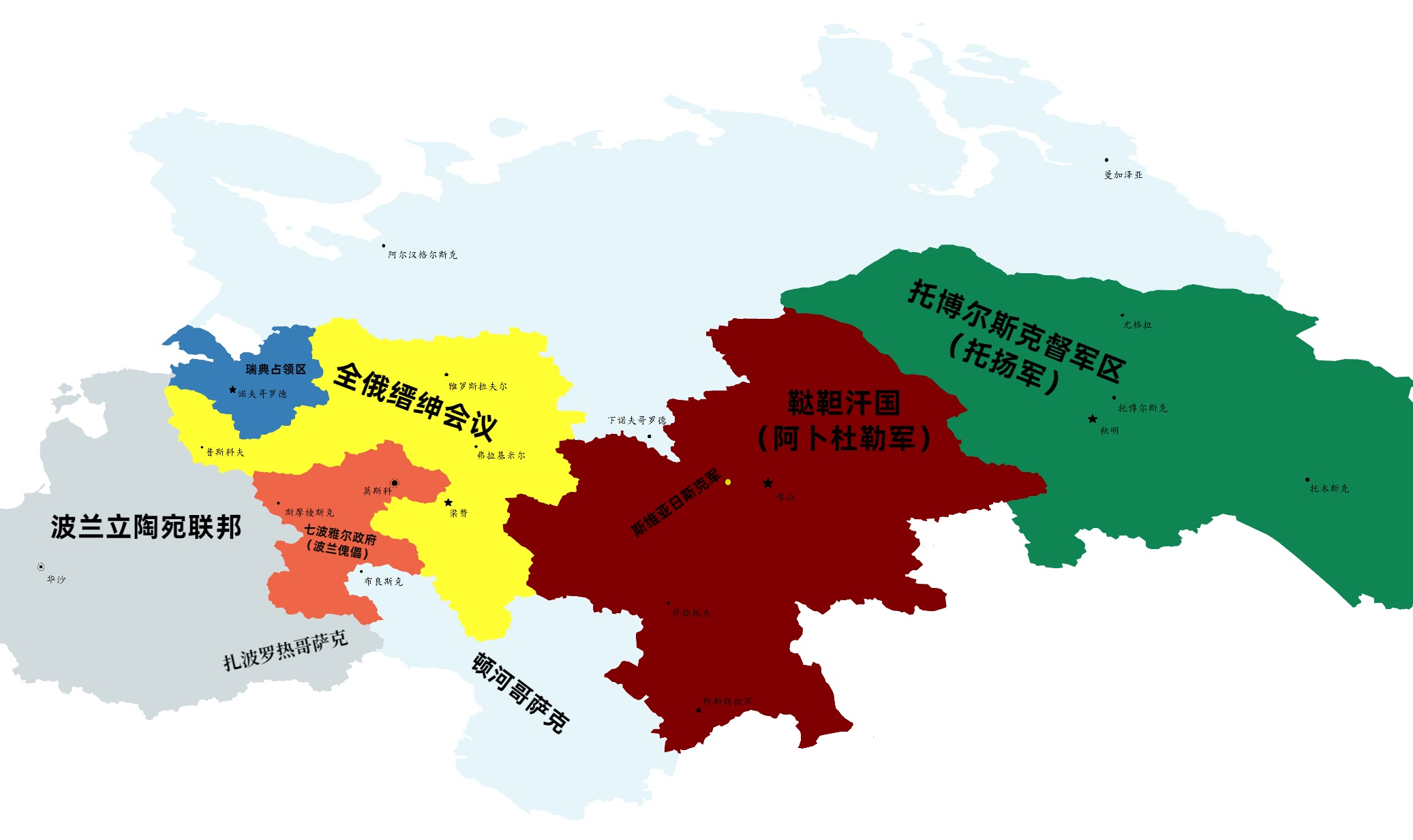
Bản đồ giả mạo được vẽ bởi Chiết Mao trong một bài viết về Cuộc nổi dậy Tatar hư cấu.

Trong khoảng thời gian năm 2012 đến năm 2022, một người dùng có tên Chiết Mao đã tạo ra hơn 200 bài được liên kết với nhau trên Wikipedia tiếng Trung viết về những sự kiện không có thật của lịch sử Nga thời Trung Cổ. Kết hợp giữa yếu tố nghiên cứu với giả tưởng, các bài viết của cô rất toàn diện và đầy đủ nguồn, mặc dù một số tài liệu tham khảo trong đó là giả mạo. Ví dụ, cô đã trích dẫn cuốn History of Russia from the Earliest Times gồm 29 tập của nhà sử học người Nga Sergey Solovyov; mặc dù bộ sách có tồn tại, nhưng bản dịch tiếng Trung mà cô dẫn ra thì không. Chủ đề các bài viết của cô xoay quanh một "mỏ bạc Kashin" và mối quan hệ chính trị giữa "những hoàng tử của Tver" và "các công tước của Moskva". Bài viết hư cấu lớn nhất mà Chiết Mao từng tạo có độ dài gần bằng cuốn tiểu thuyết Gatsby vĩ đại, trong đó trình bày tổng quan ba cuộc nổi dậy hư cấu của người Tatar thế kỷ 17 và tác động của chúng lên nước Nga, có đầy đủ cả bản đồ tùy chỉnh do người dùng vẽ. Trong một bài viết khác, cô cũng chia sẻ hình ảnh về những đồng xu quý hiếm mà cô tuyên bố lấy được từ một nhóm khảo cổ ở Nga. Bài viết của cô về việc trục xuất người Trung Quốc ở Liên Xô (trong những năm 1920 và 1930) đã được công nhận là "bài viết chọn lọc" bên Wikipedia tiếng Trung và được dịch sang bản tiếng Anh, tiếng Ả Rập và tiếng Nga. Các bài của cô cũng chứa miêu tả tỉ mỉ về tiền tệ và dụng cụ ăn uống.
Những câu chuyện lịch sử thay thế của Chiết Mao bắt đầu vào năm 2010, với các sửa đổi bổ sung thông tin hư cấu về quan chức triều đại nhà Thanh Hòa Thân. Hai năm sau, cô đã chuyển sang chủ đề lịch sử Nga với bài tiểu sử của Aleksandr I, trước khi mở rộng sang lịch sử Nga nói chung, chủ yếu xoay quanh các quốc gia Slav thời Trung Cổ. Chiết Mao sau đó thú nhận rằng cô đã tự chế ra nhiều bài viết với mục đích lấp đầy lỗ hổng cho những thông tin giả mạo ban đầu của cô.
Chiết Mao đã giành được niềm tin của cộng đồng dự án bằng cách đóng giả như một nhà nghiên cứu. Cô tự mô tả mình là Tiến sĩ lịch sử thế giới đến từ Đại học Quốc gia Moskva, là con cháu của một nhà ngoại giao Trung Quốc ở Nga và kết hôn với chồng người Nga. Trang thành viên của cô còn đính kèm một bản kiến nghị từ người chồng hư cấu của cô liên quan đến cuộc xâm lược Ukraine của Nga năm 2022. Biên tập viên kỳ cựu của Wikipedia tiếng Trung, John Yip, đã công nhận Chiết Mao bằng việc tặng một ngôi sao vào đầu năm 2022 để tôn vinh các đóng góp của cô. Tuy vậy, cô lại sử dụng ít nhất bốn tài khoản rối để giúp tạo đồng thuận ảo, thể hiện sự ủng hộ đối với các sửa đổi của mình. Thậm chí, cô từng một lần nhắn tin thảo luận trực tiếp với một trong những tài khoản do cô quản lý. Một tài khoản khác của cô đã giới thiệu bản thân như là nghiên cứu sinh tiến sĩ của Đại học Bắc Kinh với chuyên môn về lịch sử Nga và tuyên bố từng gặp Chiết Mao ngoài đời. Một tài khoản khác cũng có lịch sử đóng góp từ năm 2010 nhưng chỉ mới thuộc về quyền kiểm soát của Chiết Mao từ năm 2019. Các tài khoản rối này đều đăng tải những thông tin sai lệch về lịch sử triều đại nhà Thanh và nước Nga dưới thời Vladimir Putin.

## Phát hiện
Chiết Mao
Tiểu thuyết gia Trung Quốc Nhất Phàm (tiếng Trung: 伊凡; bính âm: Yīfán) đã phát hiện bài viết trên Wikipedia tiếng Trung của Chiết Mao về "mỏ bạc Kashin" trong quá trình tìm kiếm tư liệu cho tác phẩm của ông và bị hấp dẫn bởi chi tiết trong đó, bao gồm lịch sử phát hiện và khai thác mỏ, thành phần địa chất của đất và quá trình tinh chế bạc để ra thành phẩm cuối cùng. Tuy nhiên, ông nhận thấy các bài viết bên Wikipedia tiếng Nga của chủ thể lại ngắn hơn nhiều hoặc thậm chí còn không tồn tại. Một chú thích cho thông tin kỹ thuật khai thác thời Trung Cổ lại được dẫn đến một báo cáo khoa học về kỹ thuật khai thác tự động hiện đại. Và rồi Nhất Phàm nhận ra rằng Kashin có tồn tại nhưng mỏ bạc tại đó thì không. Khi Nhất Phàm yêu cầu những người nói tiếng Nga xác minh hộ thông tin này, một số tài liệu tham khảo đã không thể kiểm chứng được, với các trang hoặc ấn bản của cuốn sách không hề tồn tại. Sau khi điều tra sâu hơn về những bài viết có dung lượng dài của Chiết Mao nói về các trận chiến của người Slav, ông cũng phát hiện chúng không thể được tìm thấy trong ghi chép về lịch sử nước Nga. Cuối cùng, Nhất Phàm đã đăng tải những phát hiện của mình lên trang web hỏi đáp Zhihu của Trung Quốc vào tháng 6 năm 2022.
Cùng tháng đó, Chiết Mao đăng tải một lời xin lỗi trên Wikipedia tiếng Anh giải thích rằng hành động của cô ban đầu tưởng chừng như vô hại nhưng dần dần đã trở nên vượt ngoài tầm kiểm soát. Cô thừa nhận bản thân chỉ là một bà nội trợ, không có bằng cấp giáo dục bậc cao và không thông thạo tiếng Anh lẫn tiếng Nga. Do không thể đọc hiểu tài liệu gốc, cô đã sử dụng phần mềm dịch thuật và tự ý thêm thắt nội dung bằng trí tưởng tượng của mình, từ đó phát triển thành những bài viết hư cấu. Chiết Mao cũng cho biết việc cô lập tài khoản rối xuất phát từ sự cô đơn, và cô coi chúng như là những người bạn tưởng tượng hoặc cosplay các tài khoản này như những mối quan hệ ngoài xã hội vì cô không có bạn và chồng cô thường xuyên đi công tác. Cô gửi lời xin lỗi đến các học giả người Nga mà cô đã tìm cách kết thân và mạo danh, đồng thời cho biết sẽ chuyển sang học một nghề thủ công thay vì tiếp tục hoạt động trên dự án.

## Hệ quả
Một biên tập viên tình nguyện của Wikipedia đã rà soát lại sửa đổi của Chiết Mao tại hơn 300 bài viết. Một số thành viên cũng nhờ đến sự trợ giúp từ những nhà chuyên môn để lọc thông tin sai lệch ra khỏi thông tin xác thực. Hầu hết bài viết của cô đã bị xóa dựa trên đồng thuận cộng đồng trước ngày 17 tháng 6. Các tài khoản của Mao cũng bị cấm vĩnh viễn. Những biên tập viên vẫn tiếp tục xem xét các chỉnh sửa của cô một tháng sau đó.
Trò lừa bịp Chiết Mao được coi là một trong những trò lừa bịp lớn nhất trên Wikipedia khi khai thác lỗ hổng trong việc tuần tra các bài viết mới của dự án, theo đó biên tập viên sẽ chỉ kiểm tra tính thích hợp của nguồn và việc đạo văn nếu có nhưng không nhất thiết kiểm tra liệu nguồn mập mờ và khó tiếp cận được trích dẫn vào nội dung bài viết có chính xác hay không. Các biên tập viên Wikipedia người Trung Quốc đã thể hiện sự hối hận vì bị lừa dối mà tiếp tay cho Chiết Mao, tham gia vào việc làm tổn hại đến độ tin cậy của dự án bách khoa toàn thư vốn đã rất mỏng manh. Engadget ví trò lừa bịp của Chiết Mao với vụ tranh cãi đối với thành viên Essjay năm 2007, trong đó thành viên Wikipedia này cũng giả mạo thành một giáo sư đại học trước khi bị phát hiện chỉ là thanh niên 24 tuổi tại Kentucky chưa từng có bằng cấp giáo dục bậc cao nào.
Nhiều ấn phẩm đã nhận xét về việc Chiết Mao bỏ lỡ cơ hội khi không xuất bản các bài viết của cô như là một tác phẩm hư cấu độc lập, dựa trên đánh giá của biên tập viên về chất lượng và độ chặt chẽ trong cách hành văn. Một số ấn phẩm khác thì gọi Chiết Mao là "Borges phiên bản Trung Quốc".